# Censo argentino de 2001
El Censo Nacional de Población, Hogares y Viviendas del año 2001 de la República Argentina se llevó a cabo entre los días sábado 17 y domingo 18 de noviembre de Censo argentino de 2001. Tal cual es la tradición en dicho país, se trató de un censo de facto o de hecho, que consiste en censar a las personas presentes en la vivienda, en el momento del censo, incluyendo a los que no residen habitualmente en el hogar, pero que "pasaron la noche" allí.
El censo recibió severos cuestionamientos ya que hubo errores metodológicos y operativos. El censo hecho en el gobierno de Fernando de la Rúa terminó con graves fallas en su elaboración, resultando en un censo incompleto.
La decisión de De las Rúa de realizar en censo en 2 días el 17 y 18 de noviembre, obligando a los ciudadanos a permanecer en el hogar un sábado y un domingo, ya que no se informó en cuál de esos dos días pasaría el censista, lo que motivó el desacato de muchas familias de las grandes concentraciones urbanas, como Rosario, Córdoba y la ciudad de Buenos Aires, dónde se estimó en un 8 por ciento la omisión de censados.Al mismo tiempo el censo que debía realizarse en el año 2000 había sido pospuesto por el gobierno radical, al mismo tiempo se denunció la falta de capacitación de los censistas y la falta de publicidad del censo, una encuesta realizada la misma semana señaló que el 54 por ciento de los argentinos se estaba poco o nada informado sobre el censo.debido a la inconformidad que generaron los desbordes, muchos vecinos se declararon en rebeldía y no recibieron a los censistas.Comunidades originarias rechazaron el Censo 2001 porque, expresaron, ya que fueron invisibilizadas por el jefe del Indec de aquel entonces, Héctor Montero,Uno de los principales problema de validez metodológica del censo radicó en la falta de informes que dieran cuenta de las distintas pautas de imputación de unidades de análisis.
El censo fue criticado por la falta d preparación e improvisación gubernamental, el 11 de noviembre el vocero presidencial, Juan Pablo Bayla fijo su fecha para seis días después, incluso llegando a afirmar "no podemos administrar en menos de una semana a un conjunto de personas sin ninguna relación de dependencia entre sí"

## Resultados por provincias
| Provincia o Jurisdicción                                  | Población  |
| --------------------------------------------------------- | ---------- |
| Buenos Aires (1)                                          | 13.837.204 |
| Catamarca                                                 | 334.558    |
| Chaco                                                     | 984.446    |
| Chubut                                                    | 413.237    |
| Ciudad Autónoma de Buenos Aires                           | 2.776.138  |
| Córdoba                                                   | 3.021.957  |
| Corrientes                                                | 930.991    |
| Entre Ríos                                                | 1.158.147  |
| Formosa                                                   | 486.559    |
| Jujuy                                                     | 611.888    |
| La Pampa                                                  | 299.294    |
| La Rioja                                                  | 289.983    |
| Mendoza                                                   | 1.579.651  |
| Misiones                                                  | 963.869    |
| Neuquén                                                   | 474.155    |
| Río Negro                                                 | 552.822    |
| Salta                                                     | 1.079.051  |
| San Juan                                                  | 620.023    |
| San Luis                                                  | 367.933    |
| Santa Cruz                                                | 196.958    |
| Santa Fe                                                  | 3.000.701  |
| Santiago del Estero                                       | 804.457    |
| Tierra del Fuego, Antártida e Islas del Atlántico Sur (2) | 101.079    |
| Tucumán                                                   | 1.338.523  |
| TOTAL POBLACIÓN CENSADA 2001                              | 36.260.130 |

### Datos Adicionales
- Cantidad de varones: 17.659.073
- Cantidad de mujeres: 18.601.057
- (1) Del total hay 9.270.661 habitantes correspondientes al Conglomerado Gran Buenos Aires.
- (2) No se incluyó en el censo a las islas Malvinas, Georgias del Sur ni Sandwich del Sur, pero sí a las bases antárticas argentinas.

### Ciudades con mayor población
Según los resultados de la última encuesta, las ciudades que registran el mayor número de población son las siguientes: 
1. Aglomerado Gran Buenos Aires (12.046.799 hab.)
2. Gran Córdoba (1.368.301 hab.)
3. Gran Rosario (1.161.188 hab.)
4. Gran Mendoza (848.660 hab.)
5. Gran San Miguel de Tucumán (738.479 hab.)
6. Gran La Plata (694.253 hab.)
7. Mar del Plata (541.733 hab.)
8. Gran Salta (468.583 hab.)
9. Gran Santa Fe (455.239 hab.)
10. Gran San Juan (421.640 hab.)

El único cambio respecto a 1991 se dio en el 5º lugar, en el cual el Gran La Plata fue desplazado por el Gran San Miguel de Tucumán.
Se empleó la metodología de la entrevista directa a cargo de docentes de los niveles primario y secundario.
No se aplicó muestra en el relevamiento; es decir se utilizó un mismo y único cuestionario para relevar la información.
Si bien se empleó un único instrumento de medición, se diferenciaron cuestionarios censales que fueron aplicados según sean Instituciones Colectivas u Hogares Particulares.

### Población por edad
| Jurisdicción                    | 0 - 14 | 15 - 29 | 30 - 44 | 45 - 59 | 60 - 74 | 75 y más |
| ------------------------------- | ------ | ------- | ------- | ------- | ------- | -------- |
| Provincia de Buenos Aires       | 26,6   | 24,7    | 19,0    | 15,4    | 10,0    | 4,3      |
| Catamarca                       | 33,9   | 26,0    | 17,5    | 12,6    | 7,0     | 2,9      |
| Chaco                           | 36,1   | 25,8    | 17,3    | 12,0    | 6,6     | 2,2      |
| Chubut                          | 30,8   | 25,9    | 19,8    | 13,9    | 7,1     | 2,5      |
| Ciudad Autónoma de Buenos Aires | 16,9   | 23,4    | 20,1    | 17,7    | 13,7    | 8,3      |
| Córdoba                         | 26,7   | 25,2    | 18,4    | 15,3    | 10,2    | 4,3      |
| Corrientes                      | 34,5   | 25,8    | 17,5    | 12,5    | 7,0     | 2,7      |
| Entre Ríos                      | 29,8   | 24,6    | 18,1    | 14,5    | 9,1     | 3,9      |
| Formosa                         | 37,7   | 25,2    | 17,3    | 11,7    | 6,0     | 2,1      |
| Jujuy                           | 34,6   | 27,3    | 17,2    | 12,2    | 6,5     | 2,1      |
| La Pampa                        | 28,2   | 23,8    | 18,9    | 15,4    | 9,6     | 4,1      |
| La Rioja                        | 33,3   | 26,8    | 18,2    | 12,5    | 6,6     | 2,6      |
| Mendoza                         | 29,0   | 25,4    | 17,8    | 14,9    | 9,2     | 3,7      |
| Misiones                        | 37,8   | 25,5    | 17,5    | 11,3    | 6,0     | 1,9      |
| Neuquén                         | 32,0   | 26,6    | 20,5    | 13,2    | 5,8     | 1,9      |
| Río Negro                       | 31,0   | 25,0    | 19,4    | 14,3    | 7,6     | 2,7      |
| Salta                           | 35,9   | 26,4    | 17,2    | 11,9    | 6,4     | 2,2      |
| San Juan                        | 31,1   | 25,8    | 17,7    | 14,3    | 8,2     | 2,9      |
| San Luis                        | 31,3   | 24,9    | 18,8    | 14,1    | 7,9     | 3,0      |
| Santa Cruz                      | 32,2   | 24,9    | 21,7    | 13,3    | 6,2     | 1,7      |
| Santa Fe                        | 26,4   | 24,8    | 18,2    | 15,1    | 10,5    | 5,0      |
| Santiago del Estero             | 35,7   | 26,2    | 16,2    | 12,0    | 7,1     | 2,8      |
| Tierra del Fuego                | 33,8   | 23,7    | 25,4    | 12,4    | 3,8     | 0,9      |
| Tucumán                         | 31,8   | 26,8    | 17,5    | 13,5    | 7,5     | 2,8      |
| Total del país                  | 28,3   | 25,0    | 18,6    | 14,7    | 9,3     | 4,1      |